# Pleurothallis pandurifera
Pleurothallis pandurifera är en orkidéart som beskrevs av John Lindley. Pleurothallis pandurifera ingår i släktet Pleurothallis och familjen orkidéer. Inga underarter finns listade i Catalogue of Life.